# Kenneth Manning
Pour les articles homonymes, voir Manning.
Kenneth R. Manning (né le 11 décembre 1947) est un professeur universitaire et un auteur américain. Il est actuellement professeur de rhétorique et d'histoire des sciences Thomas Meloy au Massachusetts Institute of Technology (MIT). 

## Enfance et formation
Né à Dillon en Caroline du Sud et éduqué dans des écoles locales, Manning a finalement déménagé à North Haven, dans le Connecticut, peu de temps après. Manning est entré à l'université Harvard en 1966 et a terminé son baccalauréat universitaire ès lettres (BA) en 1970, sa maîtrise universitaire ès lettres (MA) en 1971 et son doctorat en 1974.  
Au cours de ses études supérieures, Manning a aidé son collègue Ben Bernanke, originaire de Dillon, qui deviendra plus tard président de la Réserve fédérale des États-Unis, pour qu’il puisse postuler à Harvard. Il a aidé à calmer la famille Bernanke, qui craignait que Ben "perde son identité juive" s'il se rendait à Harvard, qu'il "y avait des Juifs à Boston". 

## Carrière
Manning est membre du corps professoral du MIT depuis 1974. 

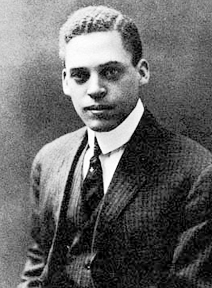
Ernest Everett Just (1883–1941).

Dans son livre de 1983, Black Apollo of Science (en): La vie d'Ernest Everett Just, décrit la vie et la carrière d'Ernest Everett Just, né à Charleston, en Caroline du Sud, qui est devenu un biologiste de renommée mondiale. Manning a remporté plusieurs prix pour le livre et a été finaliste pour le prix Pulitzer en biographie,. Ce livre a également cité par The New York Times comme étant un des livres notables de l'année 1984.
Manning a également été intronisé dans l'ordre du Palmetto (en) par l'ancien gouverneur de Caroline du Sud, Richard Riley. Les autres écrits de Manning ont paru dans de nombreuses publications savantes. Il travaille actuellement sur un manuscrit de livre qui examine les soins de santé pour les Afro-Américains et le rôle et l'expérience des Noirs dans la profession médicale américaine de 1860 à 1980.

## Prix et distinctions
En 1984 il reçoit le prix Pfizer décerné par l’History of Science Society en reconnaissance d'un livre exceptionnel sur l'histoire des sciences, pour son livre Black Apollo of Science: The Life of Ernest Everett Just (Oxford: Oxford University Press, 1983),,.

## Publications
- Kenneth R. Manning (septembre 1983) Black Apollo of Science (en): The Life of Ernest Everett Just . Oxford University Press.
- Kenneth R. Manning (septembre 1991) MIT: Shaping the Future. The MIT Press.
- Kenneth R. Manning, Bayla Singer Asa J. Davis (1995) Blueprint for Change: The Life and Times of Lewis H. Latimer. Queens Borough Public Library.
- Manning, Kenneth R. (2009), Reflections on EE Just, Black Apollo of Science et les expériences de scientifiques afro-américains. Molecular Reproduction and Development 76 (11): 897–902.